# Escut i bandera de Miramar
L'escut i la bandera de Miramar són els símbols representatius del municipi valencià de Miramar (la Safor).

## Escut heràldic
L'escut oficial de Miramar té el següent blasonament:
| « | Escut de forma ibèrica, truncat i mig partit. Al primer quarter, en camper d'argent, una cornucòpia. Al segon quarter, en camper d'or, un bou passant de gules, terrassat de sinople amb una bordura de gules carregada de vuit feixos d'or. Al tercer quarter, un faixat d'or i de sable en sis peces. Al timbre corona reial oberta. | » |

## Bandera de Miramar
La bandera oficial de Miramar té la següent descripció:
| « | Bandera rectangular de proporcions tres parts de llargària per dos d'amplària, terçada en alt. La primera terça, la de l'asta, de gules; la segona o central, d'or, i la tercera, al batent, de sable (negre). | » |

## Història
L'escut va ser aprovat per Resolució del 26 de febrer de 1992, del conseller d'Administració Pública. Publicat en el DOGV núm. 1.756, de l'1 d'abril de 1992.
La cornucòpia o corn de l'abundància, símbol de fertilitat, és un senyal tradicional de l'escut de Miramar, localitat dedicada majoritàriament al conreu de la taronja. A sota, les armories dels Borja, ducs de Gandia i antics senyors del poble.
La bandera va ser aprovada per resolució de 28 de juliol de 1992, del conseller d'Administració Pública, i publicada en el DOGV núm. 1.854, de 3 de setembre de 1992.